# NNZ
NNZ is een Nederlands familiebedrijf dat zich richt op verpakkingen voor de agrarische en industriële sector. Het bedrijf is gevestigd in Groningen. Er zijn tevens vestigingen in de Benelux, Canada, Denemarken, Duitsland, Estland, Groot-Brittannië, Italië, Letland, Litouwen, Oostenrijk, Polen, de Verenigde Staten en Zuid-Afrika.
In 1922 kwam de uit Gouda afkomstige Marinus Gijsbertus Boot naar Groningen, waar hij aan de Hoge der A de Noord-Nederlandse Zakkenhandel oprichtte. Hij kocht in Azië jute zakken en verkocht deze aan Nederlandse aardappelboeren. Na twee jaar verhuisde het bedrijf naar het Hoornsediep. In 1936 was de handel dermate gegroeid dat in een nieuwe loods aan het Eemskanaal circa veertig naaisters nodig waren om het jutedoek uit India en Pakistan te verwerken tot zakken. 
Het assortiment werd later uitgebreid met kunststof verpakkingen zoals groente- en fruitnetjes, papieren zakken voor bulkgoederen als suiker en cement, en big bags. In 1957 werd de locatie aan het Eemskanaal uitgebreid.
Begin jaren 60 volgde een tweede vestiging in Krabbendijke. De eerste vestiging buiten Nederland was in het Britse Long Eaton.
In februari 2023 ontving NNZ vanwege het 100-jarig bestaan het predicaat Koninklijk, waarna het bedrijf officieel Royal NNZ Group B.V. ging heten.